# Zenneckbrücke
Die Zenneckbrücke liegt östlich der Münchner Innenstadt.
Die Brücke verbindet die Museumsinsel mit dem östlichen Ufer der Kleinen Isar. Sie dient zusammen mit der Boschbrücke über die Große Isar der Erschließung des Deutschen Museums. Da der Innenhof des Museumsbaus mit dem Haupteingang rund um die Uhr frei zugänglich ist, verbinden die beiden Brücken auch die Isarvorstadt mit dem Stadtteil Au. Benannt ist die Brücke nach Jonathan Zenneck, ab 1933 Vorsitzender des Vorstands des Deutschen Museums.
Die Brücke wurde zusammen mit der Boschbrücke auf der anderen Seite der Museumsinsel zum Bau des deutschen Museums in den Jahren 1924–35 von August Blössner erbaut.

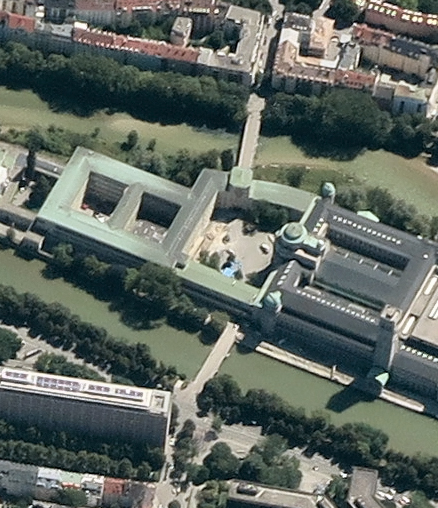
Zenneckbrücke (oben) und Boschbrücke (unten)
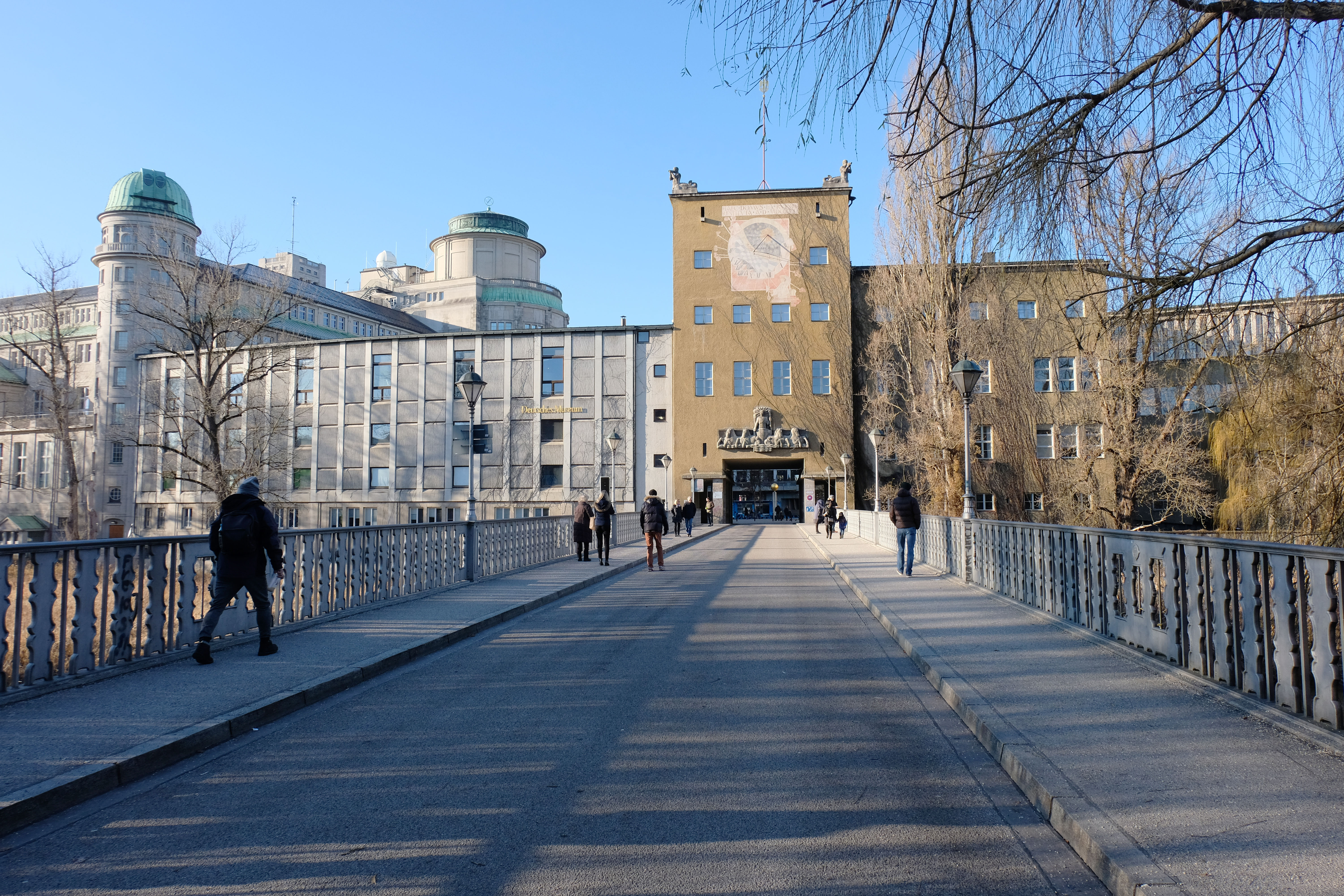
Zenneckbrücke mit dem Deutschen Museum im Hintergrund